# Русское (Смоленская область)
 Русское— село в Смоленской области России, в Шумячском районе. Расположено в юго-западной части области в 10 км к западу от Шумячей, в 8 км севернее границы с Беларусью, на правом берегу реки Остёр. 
Население —524 жителя (2007 год). Административный центр Руссковского сельского поселения.

## Экономика
Руссковский спиртзавод.